# John Waterloo Wilson

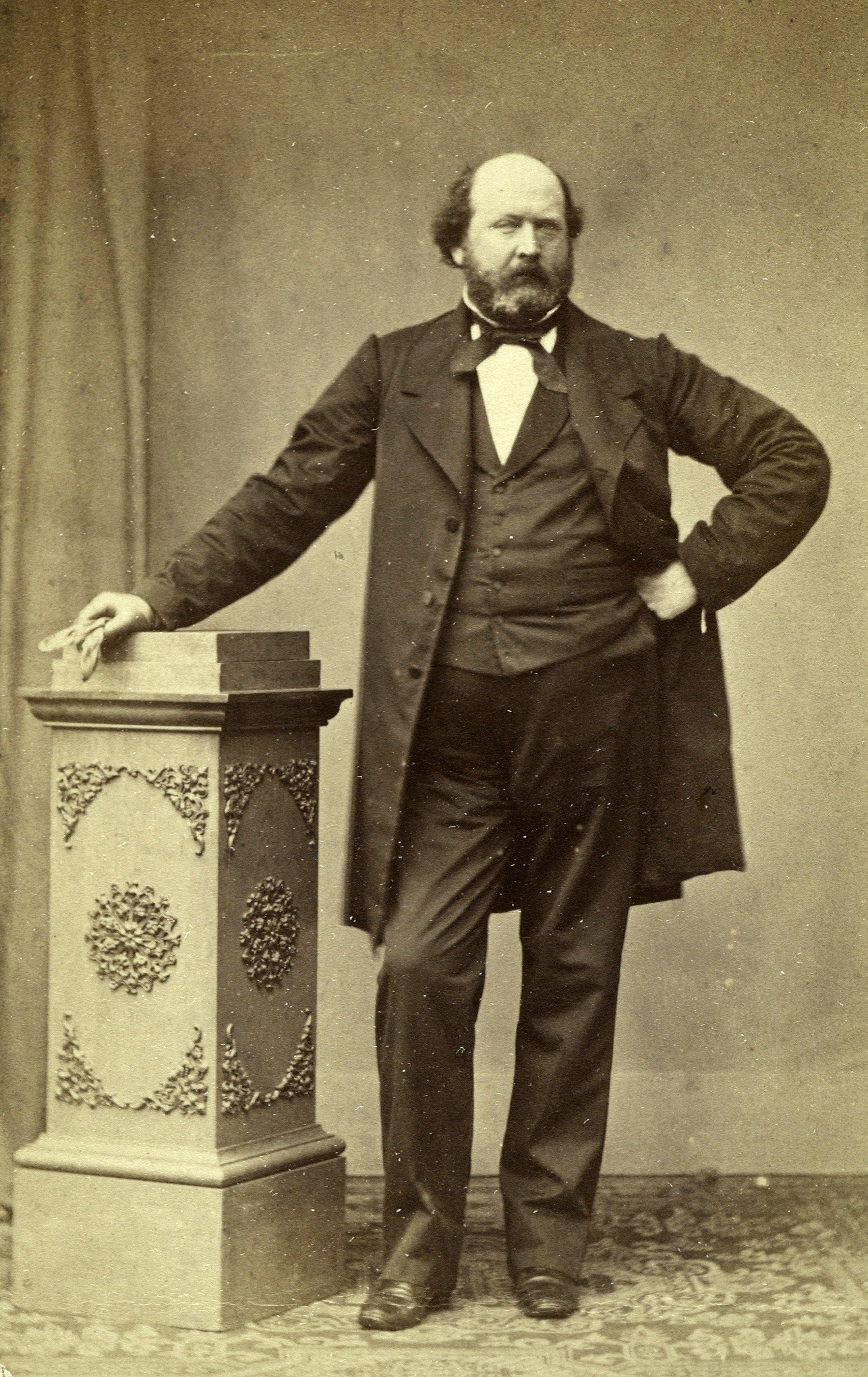
Portretfoto ca. 1865-1866

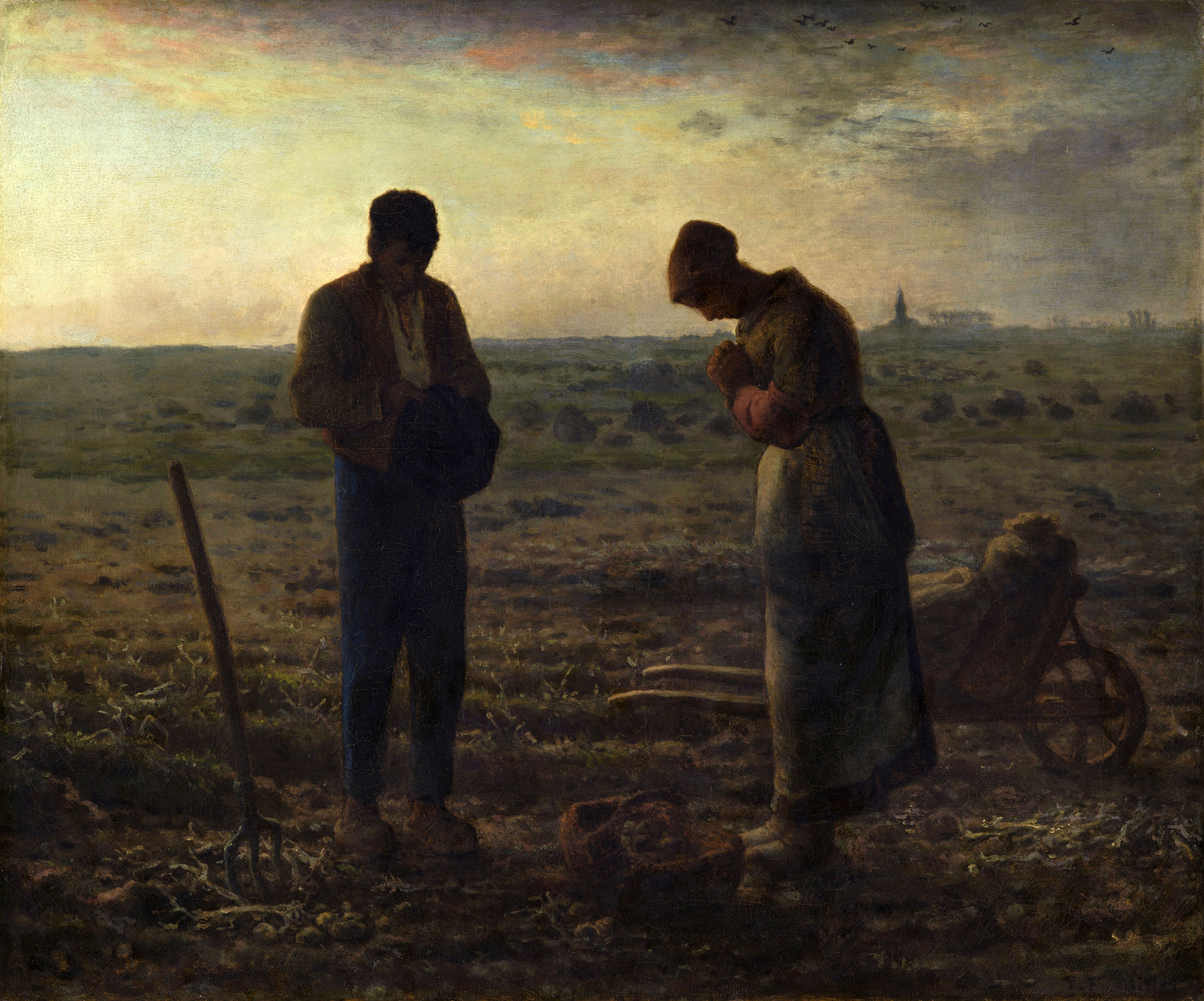
Het angelus van Jean-François Millet, verkocht door Wilson in 1881 en tegenwoordig in het Musée d'Orsay

John Waterloo Wilson (Brussel, 16 mei 1815 – Neuilly-sur-Seine, 12 augustus 1883) was een Belgische ondernemer en kunstverzamelaar. Zijn verzamelmerk staat bekend als Lugt nummer 2581. 

## Leven
Wilson was een zoon van Britse industrieel Thomas Wilson (1788-1867), die in de Brusselse Eikstraat woonde en een grote textielfabriek had in Ukkel-Stalle. John werd geboren enkele weken vóór de Slag bij Waterloo en hield er zijn tweede voornaam aan over. Tijdens de Belgische Revolutie van 1830 werd de ouderlijke fabriek in brand gestoken, waarna het gezin in 1833 naar Haarlem verhuisde. 
John was ondertussen voor drie jaar naar Engeland gestuurd en studeerde scheikunde in Manchester. In 1839 trouwde hij met Wilhelmina Christina van Valkenburg, de dochter van de Haarlemse burgemeester Cornelis Constantijn van Valkenburg en zijn vrouw Charlotte Jacoba barones van Heeckeren van de Wiersse. Zijn vrouw, die in 1844 jong stierf, liet hem drie jonge kinderen achter. Met zijn vader investeerde hij in spoorwegen. Hij reisde in 1849 naar Palestina, Turkije en Egypte. In 1856 kocht hij 400 hectare land aan, drooggemalen door Gemaal De Cruquius. Ook was hij voorzitter en financier van de vereniging Weten en Werken, die aan volksverheffing deed onder arbeiders. Na de dood van zijn vader volgde Wilson hem op als fabrieksdirecteur. Hij bezat een landhuis in Overijssel. 
Vanaf 1870 kampte Wilson met gezondheidsproblemen, vermoedelijk malaria. Hij sloot zijn Nederlandse fabriek en verhuisde naar de Avenue Hoche 3 in Parijs, waar hij zich toelegde op het verzamelen van kunst. In zijn geboortestad Brussel stelde hij zijn collectie tentoon in de Cercle Artistique et Littéraire. De catalogus vermeldde 189 werken. Na afloop verkocht hij veel schilderijen om te herinvesteren. Toen hij in 1787 hoorde van de plannen voor het Museum van de Stad Brussel, schonk hij 27 schilderijen van Vlaamse en Hollandse meesters. In 1881 veilde Drouot een groot deel van zijn collectie.
Wilson stierf in Neuilly-sur-Seine. Hij werd bijgezet in de begraafplaats van de Leopoldwijk en in 1886 overgebracht naar de begraafplaats van Brussel.

## Familie
Uit zijn huwelijk met Wilhelmina Christina van Valkenburg had Wilson vier kinderen:
1. Thomas Jr. (1840-1890), industrieel, trouwde met Bertha Johanna van der Vliet (1854-1917), met nakomelingen tot heden.
2. Cornelia Constance (1841-1920), trouwde met kolonel Johannes Wilbrenninck (1838-1914), heer van Ommeren, met nakomelingen tot heden.
3. Elizabeth (1842-1923), trouwde met de Engelse advocaat Walter Cornelis Renshaw (1840-1922), met nakomelingen tot heden.
4. Wilhelmina Christina (1844-1844)

## Eerbetoon

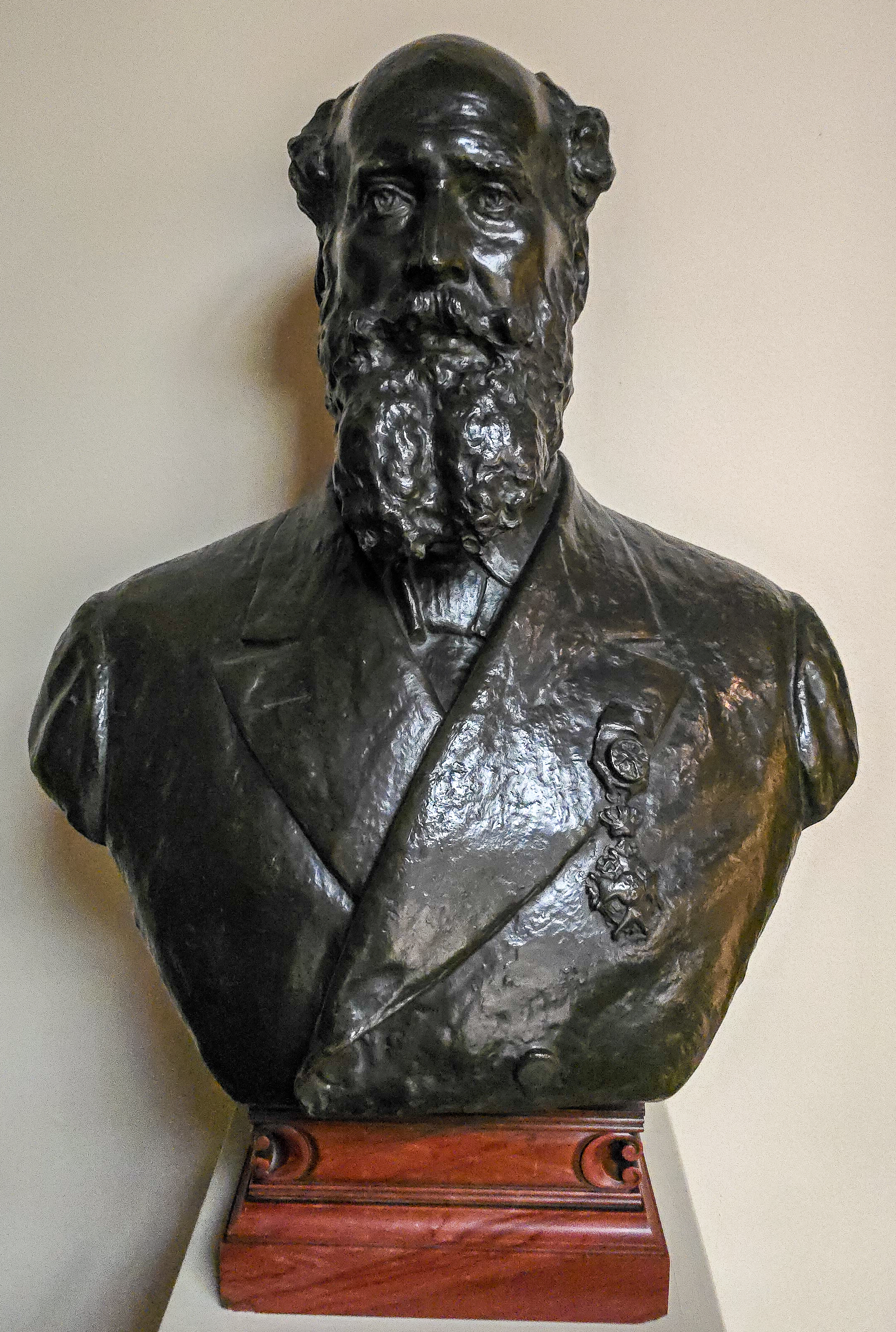
Bust in het Museum van de Stad Brussel

Bij leven werd Wilson officier in de Leopoldsorde en werd de John Waterloo Wilsonstraat naar hem vernoemd. Op de locatie van de familiale katoenfabriek in Haarlem kwam later de stadsschouwburg aan het Wilsonsplein.

## Publicaties
- Collection de M. John W. Wilson exposée dans la galerie du Cercle Artistique et Littéraire de Bruxelles au profit des pauvres de cette ville, Paris, Imprimerie Jules Clays, 1873
- Catalogue de tableaux de premier ordre anciens et modernes composant la galerie de M. John W. Wilson, vol. I en vol. II, 1881